# Лінійні кораблі класу «Кайзер Фрідріх III»
Лінійні кораблі класу Kaiser-Friedrich-III - друга серія з п'яти на той час модерних додредноутних лінійних кораблів Кайзерліхе маріне. Названі на честь німецьких імператорів - 
- SMS Kaiser Friedrich III (1898)
- SMS Kaiser Wilhelm II (1900)
- SMS Kaiser Karl der Große (1902)
- SMS Kaiser Wilhelm der Große (1901)
- SMS Kaiser Barbarossa (1901)

До 1912 називались лінкорами класу Кайзер, але із закладенням нової серії лінкорів класу Kaiser були перейменовані на клас Kaiser-Friedrich-III.

## Історія
Лінкори отримали водотоннажність аналогічну до лінкорів Brandenburg, але збільшені надбудови, що нагадували французькі кораблі. Чотири 240-мм гармати головного калібру доповнювала розвинута середня артилерія з 18×150-мм гармат у казематах. На двох перших лінкорах встановили застарілі двогарматні башти C/1897, на решті новіші C/1898. Проти ворожих торпедних човнів і кораблів мали використовувати 12×88-мм гармат. Панцирний захист бортів складався з 300-мм листів покращеної Kc-сталі. Вперше було застосовано 3 гребні гвинти, що покращувало маневреність кораблів. Лінколи відрізнялись силовим приводом. Могли використовуватись 6-8 циліндричних парових котлів та 4 трубчаті котли Thornycroft чи морські котли (комбінація 6 циліндричних котлів та 2 морських котлів) і два подвійні морські котли. Число торпедних апаратів становило 5 чи 6 одиниць.
При форсованому переході І ескадри з Данціга до Кіля північніше острова Рюген 2 квітня 1901 внаслідок збігу природних факторів, розмірів, швидукості лінкору SMS Kaiser Friedrich III на мілководді рівень водяної поверхні виявився нижчим більш ніж на метр від нормального стану. SMS Kaiser Friedrich III о  1:23 на швидкості сів на ґрунт більше ніж половиною площі днища. Через попадання нафтопродуктів на котел розпочалась пожежа, задля припинення якої були залиті водою палаюче котельне відділення і порохові склади башт. Після гасіння пожежі лінкор на швидкості 5 вузлів до Кіля. По дорозі о 23:00 самозайнялось вугілля в одному з бункерів, але пожежу швидко загасили. Внаслідок цього лінкор перебував на ремонті до Листопада 1901 року.
SMS Kaiser Wilhelm II до 1906 був флагманом Крігсмаріне. Також флагманом флоту, ескадри був SMS Kaiser Karl der Große. SMS Kaiser Barbarossa 1901 здійснив похід до Китаю, брав участь у маневрах флоту, зустрічі у Данцігу Миколу II, 1902 здійснював походи навколо Європи. Після 1903 до осені 1907 провели модернізацію лінкорів, але вже 1909 їх перевели у резерв флоту на Балтиці. Кораблі використовувались як навчальні, включались до складу флоту (III ескадра), знову виводились до резерву. У 1911 проводилась модернізація лінкорів за винятком SMS Kaiser Karl der Große. У них зняли 4×150-мм гармати і встановили 2×88-мм. З початком війни їх ввели до новоствореної V ескадри, де флагманом був SMS Kaiser Wilhelm II. Вони призначались для захисту військових баз, патрулювання Німецької бухти. 9-26 вересня і 26-20 грудня брали участь в сутичках з англійськими кораблями.
Лінкори перебували у складі діючого флоту до лютого 1915, коли їх замінили модернішими кораблями і перевели на стаціонарну службу. SMS Kaiser Wilhelm II став управлінським кораблем комендуючого флоту у Вільгельмсгафен, SMS Kaiser Karl der Große базою командувача сил Північного моря (до 1916), решта стояли у Вільгельмсгафен і Кілі. SMS Kaiser Wilhelm der Große з 1917 використовувався для тренувань з торпедної стрільби. Інші використовували як казарми для полонених. Їхні 240-мм гармати зняли і встановили на залізничні вагони. 6 грудня 1919 були виключені з списків флоту усі лінкори, крім SMS Kaiser Wilhelm II, якого списали 17 березня 1921. Порізані на металобрухт у 1920-1922.